# アキラ・イエレミア
アキラ・イエレミア（Akira Ieremia、2001年11月14日 - ）は、東京都府中市出身のラグビーユニオン選手。ジャパンラグビーリーグワンのクボタスピアーズ船橋・東京ベイに所属している。

## 略歴
父親は、元サモア代表 および 元ニュージーランド代表のアラマ・イエレミア。父がサントリーサンゴリアスでプレーしていた時期に東京都府中市で出生し、幼少期にニュージーランドへ渡った。
ニュージーランドのセント・パトリック・カレッジ・シルバーストリーム高校（St Patrick's College, Silverstream）を卒業。
2022年、NPC（ナショナル・プロヴィンシャル・チャンピオンシップ、ニュージーランド州代表選手権）のウェリントン・ライオンズに入団。2シーズンにわたりNPCに14回出場した。
2024年12月2日、クボタスピアーズ船橋・東京ベイへの入団を発表した。
2025年1月12日に行われたJAPAN RUGBY LEAGUE ONE第4節カンファレンスB東京サンゴリアス戦にて途中出場でリーグワン公式戦初出場を果たした。